# Xanthoporus
Xanthoporus é um género de fungo pertencente à família Steccherinaceae.
O género foi descrito em 2010 por Audet.
Possui distribuição cosmopolita.
Espécie:
- Xanthoporus Syringae[1]